# Fara u svatého Štěpána v Praze
Fara u sv. Štěpána v Praze 2 na Novém Městě stojí na rohu ulic Štěpánská a Žitná severně od kostela. Je chráněna jako nemovitá kulturní památka České republiky.

## Historie
Fara kostela svatého Štěpána, původně gotická, prošla kolem roku 1750 vrcholně barokní přestavbou. Z doby její výstavby se dochovala část gotického sklepa.

## Popis
Volně stojící budova na obdélném půdorysu se zahradou má mansardovou střechu s vikýři s oválnými okénky. Fasáda je členěna pilastry s římsovými hlavicemi a je na všech stranách až na detaily shodně řešena (lisenové rámy, nárožní bosáž, stuhové šambrány s uchy a kapkami nebo přímé parapetní římsy). Hlavní fasáda do Štěpánské ulice je sedmiosá, severní a jižní boční průčelí pětiosé a zahradní průčelí devítiosé. Hlavní fasáda má zvýrazněný střední trojosý rizalit zakončený trojúhelným štítem a v přízemí na střední ose vstupní portál, druhý vstupní portál je v zahradním průčelí.
Interiéry jsou převážně klenuté. Fara má reprezentační trojramenné schodiště, v místnostech kachlová kamna a nástěnné malby; v salonu v 1. patře je malba od Karla Nácovského z roku 1879.
Na budovu navazuje na jihovýchodně straně rozsáhlá zahrada. Jedna její původní část (parcela č. 2126) je upravena jako park při rotundě svatého Longina, další část (parc. č. 2122, 2125/4) slouží jako sportoviště sousední školy a část (parc. č. 2123) představuje dvorek. Zahrada (parc. č. 2125/1) při Žitné ulici je ohraničena kamennou zdí; také západní strana dvorku je ohraničena zdí s pilířky a se vstupními vraty.